# Nikolaj Sokolov (tonsättare)
Nikolaj Aleksandrovitj Sokolov (ryska: Николай Александрович Соколов), född 26 mars (gamla stilen: 14 mars) 1859 i Sankt Petersburg, Kejsardömet Ryssland, död där 27 mars 1922, var en rysk tonsättare.
Sokolov var lärjunge till Nikolaj Rimskij-Korsakov vid Sankt Petersburgs musikkonservatorium och från 1896 lärare i musikteori där. Han komponerade bland annat tre stråkkvartetter, orkesterverk, stycken för piano, för violin och cello, körer, solosånger och musik till William Shakespeares "En vintersaga".